# Québecs regioner
Sedan 1966 är den kanadensiska provinsen Québec indelad i administrativa regioner, sedan 1999 17 stycken. Förutom den administrativa indelningen finns också en traditionell indelning i 20 regioner.
De administrativa regionerna är grunden för provinsmyndigheternas regionala indelningar. I varje region fanns 2003–2015 också ett regionalt samarbetsorgan för kommunpolitiker (conférence régionale des élus på franska) utom i Montérégie, som hade tre, och Nord-du-Québec, där Administration régionale Kativik, cree-organisationen Eeyou Istchee och Conférence régionale des élus de la Baie-James hade denna funktion.

## Administrativa regioner
| Nr | Namn                          | Invånarantal (2023) | Area (km²) | Tidigare namn                                                          |
| -- | ----------------------------- | ------------------- | ---------- | ---------------------------------------------------------------------- |
| 01 | Bas-Saint-Laurent             | 202 955             | 22 185     | del av Bas-Saint-Laurent–Gaspésie (–1987)                              |
| 02 | Saguenay–Lac-Saint-Jean       | 283 234             | 95 893     |                                                                        |
| 03 | Capitale-Nationale            | 795 917             | 18 639     | Québec (–1999)                                                         |
| 04 | Mauricie                      | 283 188             | 35 452     | del av Trois-Rivières (–1987), del av Mauricie–Bois-Francs (1987–1997) |
| 05 | Estrie                        | 516 919             | 12 484     | Cantons-de-l'Est (–1981)                                               |
| 06 | Montréal                      | 2 124 865           | 498        |                                                                        |
| 07 | Outaouais                     | 418 999             | 30 504     |                                                                        |
| 08 | Abitibi-Témiscamingue         | 148 797             | 57 340     | Nord-Ouest (–1981)                                                     |
| 09 | Côte-Nord                     | 89 979              | 236 700    |                                                                        |
| 10 | Nord-du-Québec                | 46 703              | 718 229    | Nouveau-Québec (–1987)                                                 |
| 11 | Gaspésie–Îles-de-la-Madeleine | 92 104              | 20 272     | del av Bas-Saint-Laurent–Gaspésie (–1987)                              |
| 12 | Chaudière-Appalaches          | 448 665             | 15 071     |                                                                        |
| 13 | Laval                         | 451 986             | 246        |                                                                        |
| 14 | Lanaudière                    | 551 709             | 12 313     |                                                                        |
| 15 | Laurentides                   | 664 510             | 20 560     |                                                                        |
| 16 | Montérégie                    | 1 494 119           | 8 825      |                                                                        |
| 17 | Centre-du-Québec              | 260 034             | 6 921      | del av Trois-Rivières (–1987), del av Mauricie–Bois-Francs (1987–1997) |

## Traditionella regioner
- Bas-Saint-Laurent
- Charlevoix
- Saguenay
- Lac-Saint-Jean
- Québecs storstadsområde (Capitale-Nationale utom Charlevoix)
- Mauricie
- Cantons-de-l'Est eller Eastern Townships (något större än Estrie)
- Montréals storstadsområde
- Outaouais
- Abitibi
- Témiscamingue
- Côte-Nord
- Nouveau-Québec ("Nya Québec"), även kallat Nord-du-Québec eller Grand-Nord, inkluderar Nunavik och Jamésie)
- Gaspésie
- Îles-de-la-Madeleine eller Magdalen Islands
- Beauce (inom Chaudière-Appalaches)
- Lanaudière
- Laurentides
- Montérégie
- Bois-Francs (inom Centre-du-Québec)